# Vol British European Airways 548
Le 18 juin 1972, le vol British European Airways 548, un vol régulier reliant l'aéroport de Londres-Heathrow, au Royaume-Uni, et l'aéroport de Bruxelles-National, en Belgique, assuré par un Hawker Siddeley Trident de la compagnie aérienne britannique British European Airways, décroche et s'écrase dans un champ près de la ville de Staines juste après son décollage, tuant sur le coup les 118 passagers et membres d'équipage présents à bord.
Connu sous le nom du désastre de Staines (Staines disaster), ce fut l'accident aérien le plus meurtrier survenu au Royaume-Uni, jusqu'à l'attentat contre le vol 103 de la Pan Am au-dessus de Lockerbie en 1988. Il s'agit également du crash aérien le plus meurtrier de l'histoire impliquant le Hawker Siddeley Trident 

## Avion et équipage

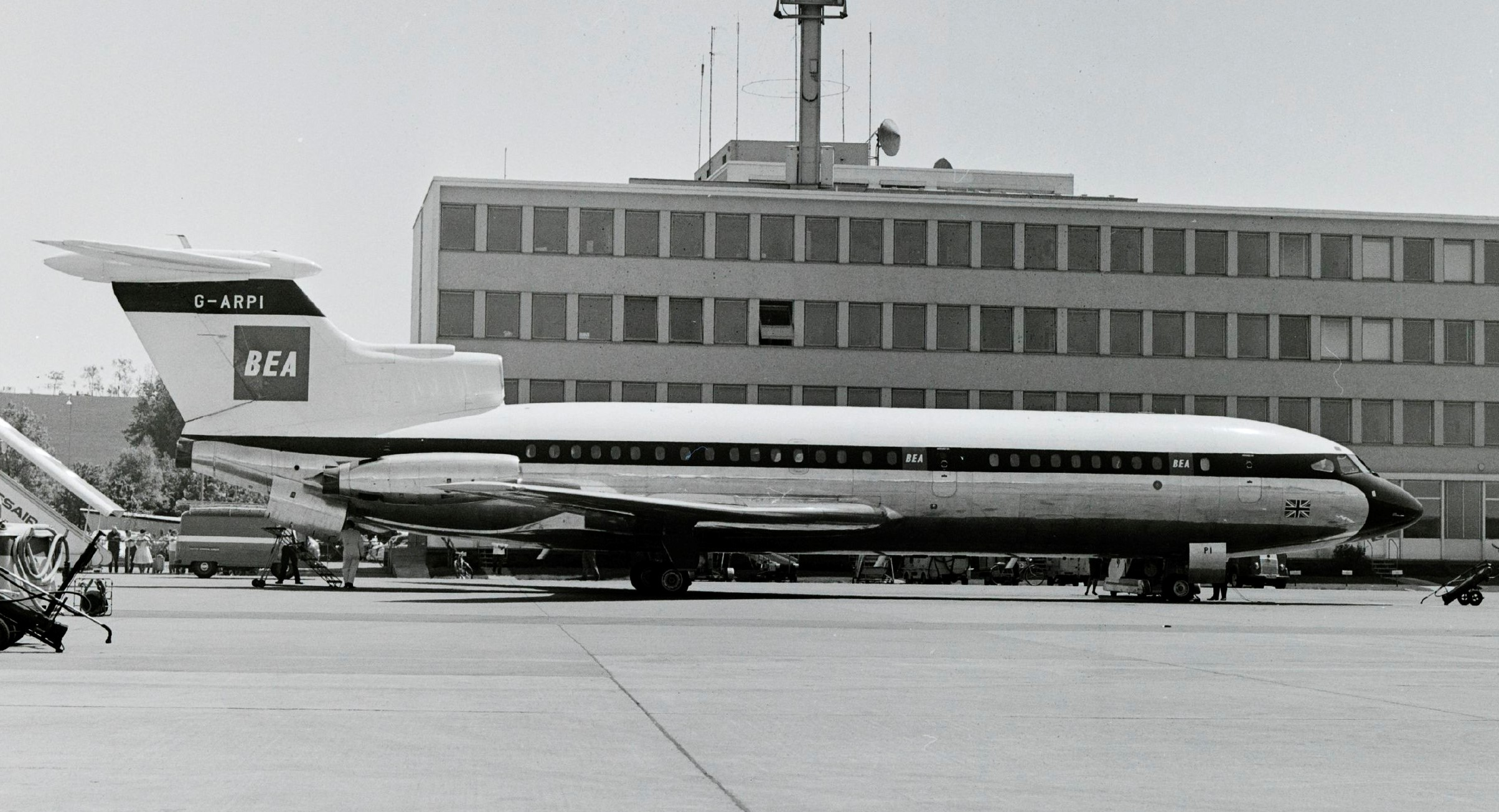
L'appareil impliqué dans l'accident (G-ARPI), dans une livrée précédente, ici à l'aéroport international de Zurich en août 1964.

L'appareil concerné est un Hawker Siddeley Trident 1C (numéro de série 2109), un avion de ligne triréacteur court-moyen-courrier. Il fait partie des vingt-quatre appareils de ce type commandés par British European Airways (BEA) en 1959, et a été mis en service auprès de la compagnie aérienne en 1961, avec comme numéro d'immatriculation G-ARPI.
L'équipage comprenait le commandant de bord Stanley Key, le copilote Jeremy Keighley et le mécanicien navigant Simon Ticehurst. Le commandant Key (51 ans) totalisait 15 000 heures de vol, dont 4 000 sur Trident. Le copilote Keighley (22 ans) avait rejoint la compagnie un mois et demi plus tôt, et comptait seulement 29 heures de vol en tant que copilote. Le mécanicien navigant Ticehurst (24 ans) totalisait plus de 1 400 heures de vol, dont 750 heures sur Trident. Le personnel en cabine était composé du chef de cabine principal Frederick Farey (31 ans), ainsi que du stewart Alan Lamb (24 ans) et de l'hôtesse Jennifer Mowat (19 ans).

## Accident

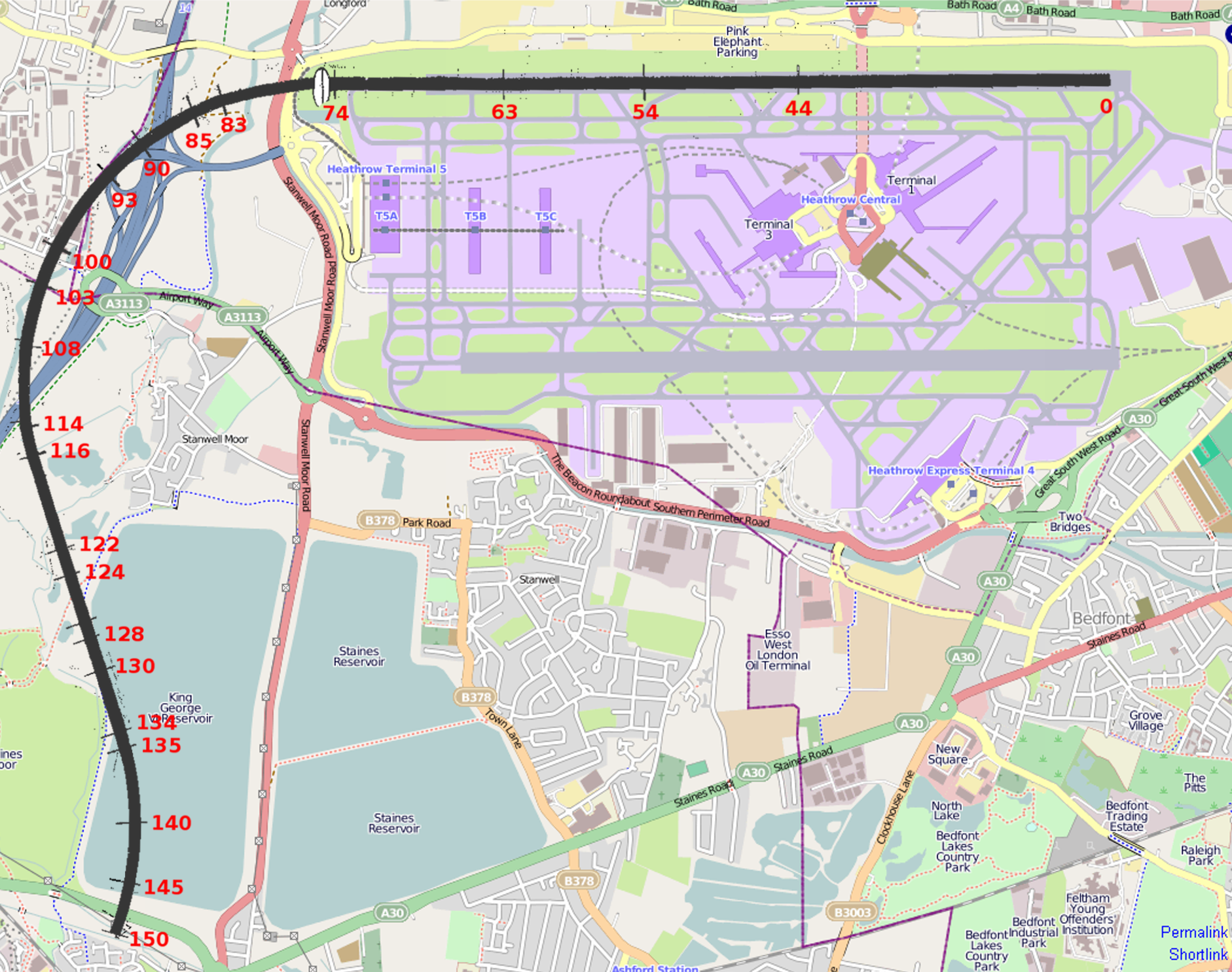
La trajectoire effectuée par le vol 548, depuis le décollage jusqu'à son crash.

Le vol 548 devait décoller de l'aéroport de Londres-Heathrow à 15 h 45, mais il a été retardé en raison de l'embarquement, à la dernière minute, d'un second équipage de BEA, dont le commandant de bord John Collins (un ancien copilote expérimenté sur Trident), qui devait se rendre à Bruxelles pour y récupérer un autre avion de la compagnie aérienne. Les portes sont ensuite fermées à 15 h 58 et, à 16 h 0, le commandant Key demande la clairance pour effectuer le repoussage.
À 16 h 3, le vol 548 a été autorisé à effectuer le roulage jusqu'au point d'attente adjacent au début de la piste 28R puis, à 16 h 8, il reçut l'autorisation de décoller. Les conditions météorologiques étaient alors mauvaises, avec de la pluie battante et un plafond nuageux à 1 000 pieds (300 m), avec des nuages fragmentés signalés à une altitude de 600 pieds (180 m).
Environ dix-neuf secondes après le décollage, le pilote automatique a été enclenché à une altitude de 355 pieds (108 m) et une vitesse de 170 nœuds (310 km/h). À 16 h 9, une fois l'appareil dépassant 690 pieds (210 m), le vol 548 a entamé un virage à gauche, vers la balise non directionnelle (NDB) d'Epsom, comme prévu lors de la montée.
À 16 h 10, le commandant a entamé la procédure standard concernant la réduction du bruit, qui impliquait une réduction de la puissance des moteurs. Il a également rentré les volets, depuis leur réglage de décollage de 20°. Peu de temps après, le vol 548 a signalé avoir passé les 1 500 pieds (460 m) d'altitude, et a été de nouveau autorisé à monter à 6 000 pieds (1 800 m). Pendant le virage, la vitesse a diminué à 157 nœuds (291 km/h), soit 20 nœuds (37 km/h) en dessous de la vitesse requise lors de la manœuvre.
Quelques secondes plus tard, peu après la rentrée des becs de bord d'attaque, l'alarme d'avertissement de décrochage a retenti, suivie par le déclenchement du vibreur de manche, signalant aux pilotes qu'ils sont en situation de décrochage, et la désactivation du pilote automatique à la suite de la poussée automatique du manche de commande. Mais le commandant Key a maintenu le nez de l'avion relevé vers le haut, ce qui a maintenu l'angle d'attaque élevé et fait empirer le décrochage.
La vitesse de l'avion était alors de 177 nœuds (328 km/h), et l'altitude était de 1 560 pieds (475 m). Le commandant a continué de maintenir l'assiette à cabrer, mais aucune tentative de récupération du décrochage n'a été tentée par les autres membres d'équipage ; puis le système d'avertissement et de récupération du décrochage a été neutralisé manuellement par un des membres d'équipage dans le cockpit.
Le Trident est ensuite entré dans un décrochage profond (Deep stall ou super-décrochage), avec le nez incliné à un angle de 31°, une vitesse de 54 nœuds (100 km/h) et une vitesse verticale de 4 500 pieds par minute (23 m/s). Le vol 548 s'est finalement écrasé dans un champ à 16 h 11, situé non loin de la ville de Staines, au sud de la route A30 (en) et évitant de peu des lignes à haute tension. Il n'y a pas eu d'incendie consécutif à l'impact, mais un incendie s'est déclaré après le crash, pendant les opérations de sauvetage.

## Victimes
| Nationalité    | Passagers | Équipage | Total |
| -------------- | --------- | -------- | ----- |
| Royaume-Uni    | 28        | 6        | 34    |
| Belgique       | 29        | 0        | 29    |
| États-Unis     | 29        | 0        | 29    |
| Irlande        | 12        | 0        | 12    |
| Afrique du Sud | 4         | 0        | 4     |
| Canada         | 3         | 0        | 3     |
| Inde           | 1         | 0        | 1     |
| Jamaïque       | 1         | 0        | 1     |
| Nigeria        | 1         | 0        | 1     |
| Thaïlande      | 1         | 0        | 1     |
| Inconnu        | 3         | 0        | 3     |
| Total          | 112       | 6        | 118   |

## Enquête
En raison de l'absence d'enregistreur phonique dans le cockpit, les enquêteurs ont dû compter sur une reconstitution minutieuse et sur les déclarations des témoins au sol pour déterminer les circonstances exactes de l'accident.
Le rapport d'enquête établira que la cause principale de l'accident du vol 548 fut une erreur de pilotage, notamment le fait qu'un des membres de l'équipage avait rétracté les becs de bord d'attaque trop tôt durant la montée, provoquant le décrochage et la chute soudaine de l'appareil.
L'enquête démontra également que l'équipage, notamment le commandant de bord, n'avait pas réussi à maintenir une vitesse suffisante et ne s'était pas assuré de la bonne configuration des dispositifs hypersustentateurs de l'avion.
Elle mentionne également la mauvaise condition cardiaque non détectée du commandant de bord, ainsi que le manque d'expérience du copilote et du mécanicien navigant sur le Trident. La procédure et les conclusions de l'enquête furent très controversées parmi les pilotes britanniques et le public.
L'accident s'est produit alors que la compagnie aérienne faisait face à une grève d'une partie des pilotes, qui avait créé des tensions au sein de l'équipage. La grève avait aussi entrainé des perturbations du service aérien, faisant que l'avion était à la masse maximum autorisée au moment de son décollage.

## Conséquences

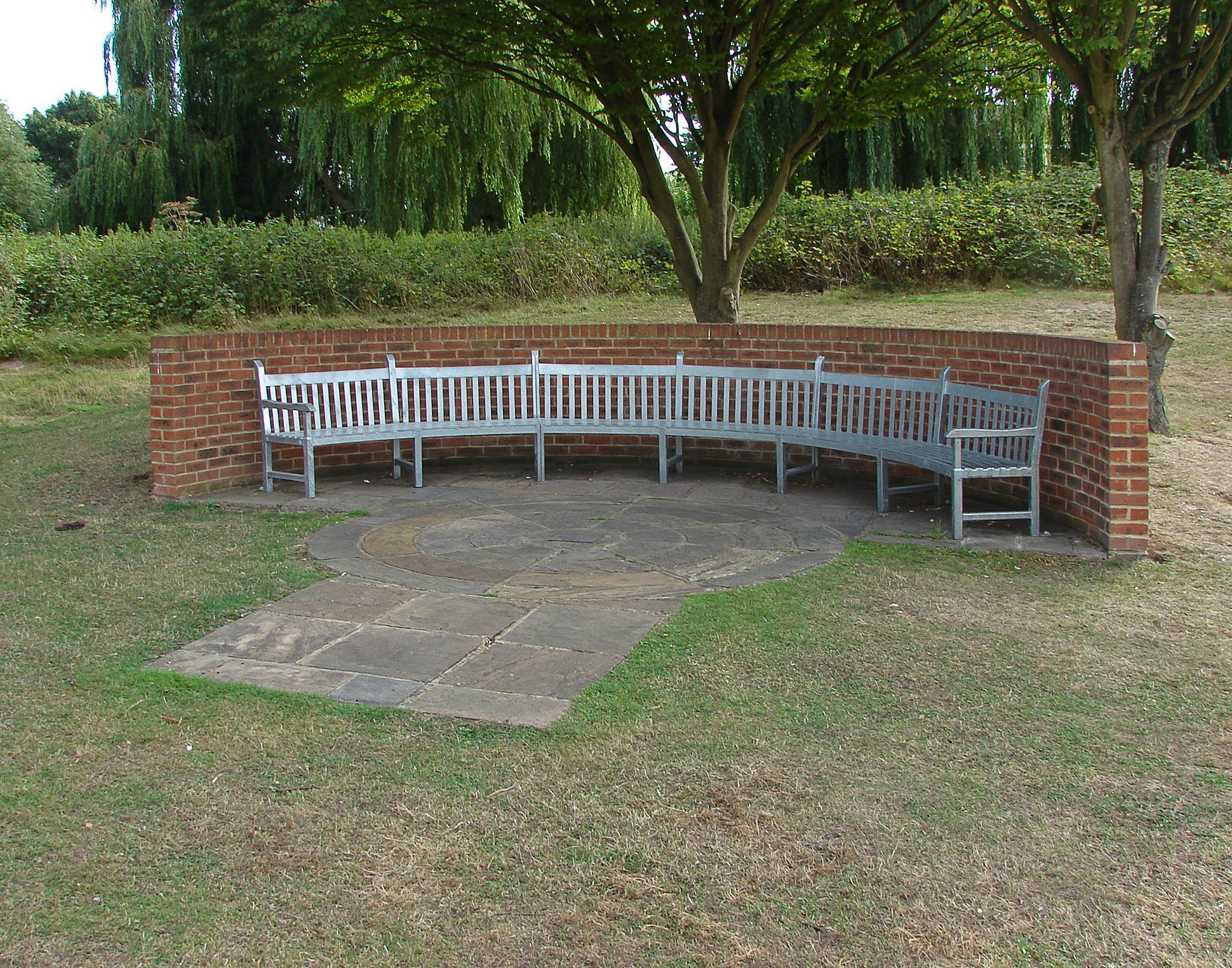
Mémorial à Staines-upon-Thames.

Les recommandations de l'enquête sur l'accident du vol 548 conduisirent à rendre obligatoires la présence des enregistreurs de conversations dans le cockpit à bord de tous les avions opérant, à l'époque, dans les compagnies aériennes britanniques.
Une autre recommandation était de prêter une plus grande attention avant d'autoriser la présence dans le cockpit de personnel navigant non en service, afin d'éviter tout risque de distraction durant les différentes phases du vol.

## Médias
L'accident a fait l'objet d'un épisode dans la série télévisée Air Crash nommé « Dispute mortelle » (saison 13 - épisode 1).